# Академия за космически технологии на Китай
Академия за космически технологии на Китай (CAST) (на традиционен китайски: 中国空间技术研究院, на опростен китайски: Zhōngguó Kōngjiān Jìshù Yánjiūyuàn) е китайска организация за изследване на космоса. Създадена е на 20 февруари 1968 г. като основен център за разработка и производство на космически аппарати в Китай. На 24 април 1970 г. CAST успешно изстрелва в орбита първия изкуствен спътник на Китай Дун Фан Хун I.